# (74250) 1998 SN65
(74250) 1998 SN65 – planetoida z pasa głównego asteroid okrążająca Słońce w ciągu 4,62 lat w średniej odległości 2,77 j.a. Odkryta 20 września 1998 roku.